# My 60 Memorable Games
My 60 Memorable Gamesは、チェスの元世界チャンピオン、ボビー・フィッシャーによる自戦記集。1957年から1967年の間に指されたゲーム60局を所収している。初版は1969年、Simon and Schuster 刊。後に Faber and Faber から忠実な復刻版が出ている。
他のチェスプレーヤーによる自戦記集とは異なり、フィッシャーが勝ったゲームだけではなく、引き分けとなったゲーム(9局）と敗北したゲーム（3局）も収められている。
初版の棋譜は手順が「記述式」という古い方式で書かれていたが、Batsford社による1995年の版では現代で一般的な「代数式」に改められた。しかしこの版は編集が批判を受け（後述）、フィッシャーの死の年である2008年、初版の内容に誤植の訂正と代数式棋譜への変換のみを施した新たな版(ISBN 978-1-906388-30-0)がBatsford社から出版された。

## 1995年版への批判
Batsford社による1995年版が出版されると、フィッシャーは「Batsford社は、私の著書の全てを勝手に変えた。そして一切の著作権料を払っていない」との声明を出した。チェス著述家のエドワード・ウィンターによると、改変は570箇所にも及んだ。中には「ここでフィッシャーは4手詰を逃している」という明らかに間違った”注釈”まで加えられていた。その後、この版は絶版となった。2011年には水野優の翻訳による日本語版(ISBN 978-4828205540)が出版された。